# Gila Almagor
Gila Almagor (în ebraică גילה אלמגור, se pronunță Ghila,
numele la naștere - Aviya Alexandrowitz, n. 22 iulie 1939, Petah Tikva, Palestina sub mandat britanic) este o actriță israeliană de teatru ebraic și de cinema, scriitoare și activistă pe tărâm obștesc. A jucat în circa cincizeci de filme și este uneori supranumită "prima doamnă a cinematografului israelian".

## Biografie
Gila Almagor s-a născut în anul 1939 în localitatea Petah Tikva din Palestina mandatară, astăzi în Israel, ca Aviya, fiica orfană a lui Max Alexandrowitz, decedat cu patru luni în urmă și a văduvei sale, Henya, imigranți evrei din Germania. Tatăl ei, în vârstă de 25 ani murise împușcat de un țintaș arab în timp ce lucra ca polițist la Haifa. 
Gila Almagor a crescut la Kfar Sava, alături de mama ei, care treptat, după ce a aflat de pieirea familiei ei în Holocaustului evreilor din Europa, s-a îmbolnăvit de o gravă boală psihică și a avut tot mai mare nevoie de ajutor și supraveghere.  
Când mama ei a necesitat o spitalizare psihiatrică în anul 1953, fiica ei de 15 ani a fost trimisă la internatul Hadassim (1953-1955). După doi ani și-a întrerupt studiile liceale și s-a așezat la Tel Aviv, unde s-a prezentat la interviurile de admitere pentru școala de teatru. Deși sub vârsta obișnuit acceptată, Gila Almagor a fost admisă la studiile de actorie.
La vârsta de 17 ani ea a debutat pe scena teatrului Habima în producția piesei "The Skin of Our Teeth", care a eșuat încă de la repetiția generală, mai pe urmă, dupa ce a fost concediată de la teatrul Habima, a jucat pe scena Teatrelor Kameri, Ohel și Sambation tot la Tel Aviv. Apoi a plecat in anii 1963-1965 pentru doi ani de perfecționare în actorie în SUA, la școala lui Ute Hagen (Studio HB), școala de arta dramatică a lui Lee Strasberg și la încă o serie de maeștri ai actoriei. 
În 1965-1966 a revenit pe scena Teatrului Kameri, ca pe urmă să aleagă calea unei cariere de free lancer. 
La 18 ani Gila Almagor s-a măritat cu actorul Ili Gorlitzki, divorțând apoi după 5 ani.
În anii 1988 - 1995 a încetat să joace din cauza unei depresii. 
Ulterior a fost căsătorită cu producătorul de teatru și moderatorul de radio Yaakov Agmon (1929-2020), care a condus mai mulți ani Teatrul Habima.

## Activitatea ei teatrală, de cinema și lateleviziune
Gila Almagor a jucat în rolul principal în numeroase piese de teatru ca de pildă, rolurile lui  Anne Frank din „Jurnalul Anei Frank” de Francis Goodrich și Albert Hackett, al lui Ioanei d'Arc în „Sfânta Ioana” de George Bernard Shaw,  în „Vrăjitoarele din Salem” de Arthur Miller, „Trei surori” de Cehov ,„Mireasa și vânătorul de fluturi” de Nissim Aloni, „Toți copiii mei” de Arthur Miller, „Medeea” de Euripide etc.
Între altele a jucat în filme ca „Regina șoselei”, „ Asediu”, „Casa de pe strada Chelouche”, „Viața după Agfa ”etc 
În ultimul timp a apărut și în filmul „München” al lui Steven Spielberg,în „Datoria”, și în rolul Lolei Baum din serialul de televiziune „Dani Hollywood” din anul 2008 precum și în rolul unei psihoterapiste serialul „Terapie” (Be'tipul) din anul 2005.

## Activitatea politică și obștească
Între anii 1998 - 2004 a fost aleasă în consiliul primăriei orașului Tel Aviv din partea listei primarului Ron Huldayi, și a deținut în acest cadru funcția de responsabilă cu cultura și artele.
Gila  Almagor este implicată în numeroase activități filantropice, ca de pildă în favoarea copiilor suferinzi de cancer.

## Cărți
- cu caracter autobiografic;
  - „Vara lui Aviya” (Hakaitz shel Aviya) 1986 , adaptată pentru un spectacol teatral cu monolog în 1987
  - „Sub arborele cu spini”,(Etz Hadomim tafus),

au fost adaptate pentru cinema, Gila Almagor jucând în ele rolul propriei ei mame.
- Alex Lerner, Dafna si cu mine - 2003

## Premii si distincții
- Premiul Vioara lui David - de 10 ori laureată , ca actrița anului în teatru și cinema
- Premiul Israel (premiul de stat al Israelului) - 2004
- Premiul Ursul de argint la Festivalul de film de la Berlin 1989, Premiul Spicul de Aur la festivalul filmului de la Valladolid  pentru filmul Vara lui Aviya 1989, cel mai bun film străin la Festivalul de cinema de la San Remo 1989,premiul Menora de argint și actrița anului în Israel, Grand Prix la Festivalul de cinema de la Belgrad din 1990
- titlul de ambasadoare H.Ch. Andersen - 2005
- premiul întâi la Festivalurile de film de la Chicago și Atlanta

pentru rolul ei în filmul „Asediu” 
- premiul Festivalului de cinema Libertas de la Dubrovnik pentru  întreaga ei activitate - 2007
- doctor honoris causa al universității Ben Gurion din Beer Sheva
- premiul forului internațional de femei IWF din SUA pentru contribuție umanitara obștească
- Premiul Academiei israeliene de cinema pentru întreaga ei activitate
- Femeia anului in teatru pentru spectacolul „Kadish pentru Noemi” după poemul lui Allen Ginsberg